# Vụ sập cầu Francis Scott Key
Ngày 26 tháng 3 năm 2024, lúc 01:28 EDT (05:28 UTC), các nhịp dẫn của cầu Francis Scott Key ở Baltimore, Maryland, Hoa Kỳ sụp đổ sau khi tàu container Dali va vào một trong những trụ đỡ của nó. Sáu thành viên của đội bảo trì làm việc trên đường đã thiệt mạng, trong khi hai người khác được cứu khỏi sông.
Phần lớn cảng Baltimore vẫn còn ngừng hoạt động do vụ va đập này. Wes Moore, thống đốc tiểu bang Maryland, gọi sự cố này là một cuộc "khủng hoảng toàn cầu" và cho biết đã có hơn 8.000 người lao động đã chịu ảnh hưởng từ sự cố này. Việc đường thủy ngừng hoạt động gây thiệt hại khoảng 15 triệu USD mỗi ngày.